# پولمان
پولمان (انگلیسی: Pullman) شرکت مهمان‌نوازی فرانسوی است، که در سال ۱۸۹۴ توسط جورج پولمن تأسیس شد.